# Sarbanissa
Sarbanissa är ett släkte av fjärilar. Sarbanissa ingår i familjen nattflyn.

## Dottertaxa tillSarbanissa, i alfabetisk ordning[1]
- Sarbanissa aegoceroides
- Sarbanissa albifascia
- Sarbanissa bala
- Sarbanissa bostrychonota
- Sarbanissa catacoloides
- Sarbanissa catocalina
- Sarbanissa cirrha
- Sarbanissa dissimilis
- Sarbanissa exiguifascia
- Sarbanissa flavida
- Sarbanissa hilaris
- Sarbanissa insocia
- Sarbanissa interposita
- Sarbanissa jankowskii
- Sarbanissa japonica
- Sarbanissa jordani
- Sarbanissa kiriakoffi
- Sarbanissa kuangtungensis
- Sarbanissa longipennis
- Sarbanissa mandarina
- Sarbanissa melanura
- Sarbanissa nepcha
- Sarbanissa poecila
- Sarbanissa subalba
- Sarbanissa subflava
- Sarbanissa transiens
- Sarbanissa venosa
- Sarbanissa venusta
- Sarbanissa vitalis
- Sarbanissa yunnana